# 小さきもの
小さきもの（ちいさきもの）は、林明日香の3枚目のシングル。2003年7月9日リリース。映画『劇場版ポケットモンスター アドバンスジェネレーション 七夜の願い星 ジラーチ』の主題歌に起用された。

## 解説
- 2003年7月9日に東芝EMI（現：EMIミュージック・ジャパン）よりリリースされた。
- 「小さきもの」は、映画『劇場版ポケットモンスター アドバンスジェネレーション 七夜の願い星 ジラーチ』の主題歌。また『ポケットモンスター ベストウイッシュ』の第132話では挿入歌として使用された。
- PVには、「ももいろクローバーZ」の元メンバーの有安杏果が出演している。
- 2012年、如月千早（今井麻美）によってカバーされた（アルバム『THE IDOLM@STER ANIM@TION MASTER 生っすかSPECIAL 05』に収録）。
- 2016年7月3日に横浜アリーナで行われた有安杏果のソロライブ「ココロノセンリツfeel a heartbeat vol.0)にて「小さきもの」のPVに出演していた有安杏果自身がカバーで当時のPVと共に披露している

## 収録曲
1. 小さきもの Single Mix
2. 燕になりたい
3. 我願做一只小燕
4. 小さきもの（Instrumental）

| 1・2番 | 1・2番        | → | Cメロ | Cメロ      | → | 大サビ | 大サビ        |
|        | 変イ長調 (A♭) | → |       | ロ長調 (B) | → |        | 変イ長調 (A♭) |